# Coupe de l'AFC 2017
Navigation
Édition précédente Édition suivante
La Coupe de l'AFC 2017 est la 14e édition de la seconde plus prestigieuse des compétitions inter-clubs asiatiques. Les équipes se sont qualifiées par le biais de leur championnat respectif ou en remportant leur coupe nationale.
C'est le tenant du titre, le club irakien d'Al-Qowa Al-Jawiya, qui remporte à nouveau le trophée, après avoir battu les Tadjiks d'Istiqlol Douchanbé, qui évoluaient pourtant à domicile lors de cette finale. C'est le second titre continental d'Al-Qowa Al-Jawiya alors qu'Istiqlol échoue pour la deuxième fois en finale, après son échec de 2015.
Le milieu offensif d'Istiqlol Manuchekhr Dzhalilov est sacré meilleur joueur de la compétition par l'AFC alors que le Nord-Coréen Kim Yu-song obtient le titre de meilleur buteur de l'épreuve avec un total de 9 réalisations, dont cinq lors de la victoire 6-0 de son équipe, April 25 SC, contre Erchim en phase de poules.

## Participants
Pour cette édition 2017, le Comité des compétitions de l'AFC recommande un nouveau format pour la Coupe de l'AFC en répartissant les participants en cinq zones (Asie de l'Ouest, Asie centrale, Asie du Sud, ASEAN et Asie de l'Est). Le vainqueur de la zone Ouest et le vainqueur d'un mini-tournoi entre les quatre autres zones se qualifieront pour la finale,.
Les 46 fédérations membres de l'AFC (à l'exception des Îles Mariannes du Nord qui ont un statut de membre associé) sont classées selon les performances de leurs sélections nationales et de leurs clubs au cours des quatre dernières années dans les compétitions organisées par l'AFC. Pour les éditions 2017 et 2018, c'est le classement de 2016 qui est utilisé.
Les 49 équipes suivantes provenant de 27 associations entrent dans la compétition. Les équipes en italique participent aux barrages de la Ligue des champions de l'AFC 2017 mais intègreront directement la phase de groupes de la Coupe de l'AFC si elles échouent à se qualifier en Ligue des champions. Si elles obtiennent leur qualification, elles seront remplacées par une autre équipe de leur fédération.
| Asie de l'ouest | Asie de l'ouest | Asie de l'ouest | Asie de l'ouest | Asie de l'ouest | Asie de l'ouest | Asie de l'ouest | Asie de l'ouest | Asie de l'ouest | Zone ASEAN | Zone ASEAN | Zone ASEAN | Zone ASEAN | Zone ASEAN | Zone ASEAN | Zone ASEAN | Zone ASEAN | Zone ASEAN |
| Phase de groupes | Phase de groupes | Phase de groupes | Phase de groupes | Phase de groupes | Phase de groupes | Phase de groupes | Phase de groupes | Phase de groupes | Phase de groupes | Phase de groupes | Phase de groupes | Phase de groupes | Phase de groupes | Phase de groupes | Phase de groupes | Phase de groupes | Phase de groupes |
| --- | --- | --- | --- | --- | --- | --- | --- | --- | --- | --- | --- | --- | --- | --- | --- | --- | --- |
| - Al-Zawra'a SC Champion d'Irak en 2015-2016 - Al-Qowa Al-Jawiya Vainqueur de la Coupe d'Irak 2015-2016 - Al Jaish Champion de Syrie en 2015-2016 - Al Wahda Vainqueur de la Coupe de Syrie 2016 - Al-Weehdat Champion de Jordanie en 2015-2016 - Al-Ahli Vainqueur de la Coupe de Jordanie 2016 - Al Hidd Champion de Bahreïn en 2015-2016 - Al Muharraq Club Vainqueur de la coupe de Bahreïn 2016 - Safa Beyrouth Sporting Club Champion du Liban en 2015-2016 - Nejmeh SC Vainqueur de la coupe du Liban 2015-2016 - Saham Club Vainqueur de la Coupe d'Oman en 2015-2016 | - Al-Zawra'a SC Champion d'Irak en 2015-2016 - Al-Qowa Al-Jawiya Vainqueur de la Coupe d'Irak 2015-2016 - Al Jaish Champion de Syrie en 2015-2016 - Al Wahda Vainqueur de la Coupe de Syrie 2016 - Al-Weehdat Champion de Jordanie en 2015-2016 - Al-Ahli Vainqueur de la Coupe de Jordanie 2016 - Al Hidd Champion de Bahreïn en 2015-2016 - Al Muharraq Club Vainqueur de la coupe de Bahreïn 2016 - Safa Beyrouth Sporting Club Champion du Liban en 2015-2016 - Nejmeh SC Vainqueur de la coupe du Liban 2015-2016 - Saham Club Vainqueur de la Coupe d'Oman en 2015-2016 | - Al-Zawra'a SC Champion d'Irak en 2015-2016 - Al-Qowa Al-Jawiya Vainqueur de la Coupe d'Irak 2015-2016 - Al Jaish Champion de Syrie en 2015-2016 - Al Wahda Vainqueur de la Coupe de Syrie 2016 - Al-Weehdat Champion de Jordanie en 2015-2016 - Al-Ahli Vainqueur de la Coupe de Jordanie 2016 - Al Hidd Champion de Bahreïn en 2015-2016 - Al Muharraq Club Vainqueur de la coupe de Bahreïn 2016 - Safa Beyrouth Sporting Club Champion du Liban en 2015-2016 - Nejmeh SC Vainqueur de la coupe du Liban 2015-2016 - Saham Club Vainqueur de la Coupe d'Oman en 2015-2016 | - Al-Zawra'a SC Champion d'Irak en 2015-2016 - Al-Qowa Al-Jawiya Vainqueur de la Coupe d'Irak 2015-2016 - Al Jaish Champion de Syrie en 2015-2016 - Al Wahda Vainqueur de la Coupe de Syrie 2016 - Al-Weehdat Champion de Jordanie en 2015-2016 - Al-Ahli Vainqueur de la Coupe de Jordanie 2016 - Al Hidd Champion de Bahreïn en 2015-2016 - Al Muharraq Club Vainqueur de la coupe de Bahreïn 2016 - Safa Beyrouth Sporting Club Champion du Liban en 2015-2016 - Nejmeh SC Vainqueur de la coupe du Liban 2015-2016 - Saham Club Vainqueur de la Coupe d'Oman en 2015-2016 | - Al-Zawra'a SC Champion d'Irak en 2015-2016 - Al-Qowa Al-Jawiya Vainqueur de la Coupe d'Irak 2015-2016 - Al Jaish Champion de Syrie en 2015-2016 - Al Wahda Vainqueur de la Coupe de Syrie 2016 - Al-Weehdat Champion de Jordanie en 2015-2016 - Al-Ahli Vainqueur de la Coupe de Jordanie 2016 - Al Hidd Champion de Bahreïn en 2015-2016 - Al Muharraq Club Vainqueur de la coupe de Bahreïn 2016 - Safa Beyrouth Sporting Club Champion du Liban en 2015-2016 - Nejmeh SC Vainqueur de la coupe du Liban 2015-2016 - Saham Club Vainqueur de la Coupe d'Oman en 2015-2016 | - Al-Zawra'a SC Champion d'Irak en 2015-2016 - Al-Qowa Al-Jawiya Vainqueur de la Coupe d'Irak 2015-2016 - Al Jaish Champion de Syrie en 2015-2016 - Al Wahda Vainqueur de la Coupe de Syrie 2016 - Al-Weehdat Champion de Jordanie en 2015-2016 - Al-Ahli Vainqueur de la Coupe de Jordanie 2016 - Al Hidd Champion de Bahreïn en 2015-2016 - Al Muharraq Club Vainqueur de la coupe de Bahreïn 2016 - Safa Beyrouth Sporting Club Champion du Liban en 2015-2016 - Nejmeh SC Vainqueur de la coupe du Liban 2015-2016 - Saham Club Vainqueur de la Coupe d'Oman en 2015-2016 | - Al-Zawra'a SC Champion d'Irak en 2015-2016 - Al-Qowa Al-Jawiya Vainqueur de la Coupe d'Irak 2015-2016 - Al Jaish Champion de Syrie en 2015-2016 - Al Wahda Vainqueur de la Coupe de Syrie 2016 - Al-Weehdat Champion de Jordanie en 2015-2016 - Al-Ahli Vainqueur de la Coupe de Jordanie 2016 - Al Hidd Champion de Bahreïn en 2015-2016 - Al Muharraq Club Vainqueur de la coupe de Bahreïn 2016 - Safa Beyrouth Sporting Club Champion du Liban en 2015-2016 - Nejmeh SC Vainqueur de la coupe du Liban 2015-2016 - Saham Club Vainqueur de la Coupe d'Oman en 2015-2016 | - Al-Zawra'a SC Champion d'Irak en 2015-2016 - Al-Qowa Al-Jawiya Vainqueur de la Coupe d'Irak 2015-2016 - Al Jaish Champion de Syrie en 2015-2016 - Al Wahda Vainqueur de la Coupe de Syrie 2016 - Al-Weehdat Champion de Jordanie en 2015-2016 - Al-Ahli Vainqueur de la Coupe de Jordanie 2016 - Al Hidd Champion de Bahreïn en 2015-2016 - Al Muharraq Club Vainqueur de la coupe de Bahreïn 2016 - Safa Beyrouth Sporting Club Champion du Liban en 2015-2016 - Nejmeh SC Vainqueur de la coupe du Liban 2015-2016 - Saham Club Vainqueur de la Coupe d'Oman en 2015-2016 | - Al-Zawra'a SC Champion d'Irak en 2015-2016 - Al-Qowa Al-Jawiya Vainqueur de la Coupe d'Irak 2015-2016 - Al Jaish Champion de Syrie en 2015-2016 - Al Wahda Vainqueur de la Coupe de Syrie 2016 - Al-Weehdat Champion de Jordanie en 2015-2016 - Al-Ahli Vainqueur de la Coupe de Jordanie 2016 - Al Hidd Champion de Bahreïn en 2015-2016 - Al Muharraq Club Vainqueur de la coupe de Bahreïn 2016 - Safa Beyrouth Sporting Club Champion du Liban en 2015-2016 - Nejmeh SC Vainqueur de la coupe du Liban 2015-2016 - Saham Club Vainqueur de la Coupe d'Oman en 2015-2016 | - T&T Hanoi Champion de Viêt Nam en 2016 - Than Quảng Ninh Vainqueur de la Coupe du Viêt Nam 2016 - Johor FC Champion de Malaisie en 2016 et vainqueur de la Coupe de Malaisie 2016 - Felda United FC Vice-champion de Malaisie en 2016 - Yadanarbon Football Club Champion de Birmanie en 2016 - Magwe Football Club Vainqueur de la Coupe de Birmanie 2016 - Global Football Club Champion des Philippines en 2016 et vainqueur de la Coupe des Philippines 2016 - Ceres FC Vice-champion des Philippines en 2016 - Tampines Rovers Vice-champion de Singapour en 2016 - Lanexang United Champion du Laos 2016 - FORFAIT | - T&T Hanoi Champion de Viêt Nam en 2016 - Than Quảng Ninh Vainqueur de la Coupe du Viêt Nam 2016 - Johor FC Champion de Malaisie en 2016 et vainqueur de la Coupe de Malaisie 2016 - Felda United FC Vice-champion de Malaisie en 2016 - Yadanarbon Football Club Champion de Birmanie en 2016 - Magwe Football Club Vainqueur de la Coupe de Birmanie 2016 - Global Football Club Champion des Philippines en 2016 et vainqueur de la Coupe des Philippines 2016 - Ceres FC Vice-champion des Philippines en 2016 - Tampines Rovers Vice-champion de Singapour en 2016 - Lanexang United Champion du Laos 2016 - FORFAIT | - T&T Hanoi Champion de Viêt Nam en 2016 - Than Quảng Ninh Vainqueur de la Coupe du Viêt Nam 2016 - Johor FC Champion de Malaisie en 2016 et vainqueur de la Coupe de Malaisie 2016 - Felda United FC Vice-champion de Malaisie en 2016 - Yadanarbon Football Club Champion de Birmanie en 2016 - Magwe Football Club Vainqueur de la Coupe de Birmanie 2016 - Global Football Club Champion des Philippines en 2016 et vainqueur de la Coupe des Philippines 2016 - Ceres FC Vice-champion des Philippines en 2016 - Tampines Rovers Vice-champion de Singapour en 2016 - Lanexang United Champion du Laos 2016 - FORFAIT | - T&T Hanoi Champion de Viêt Nam en 2016 - Than Quảng Ninh Vainqueur de la Coupe du Viêt Nam 2016 - Johor FC Champion de Malaisie en 2016 et vainqueur de la Coupe de Malaisie 2016 - Felda United FC Vice-champion de Malaisie en 2016 - Yadanarbon Football Club Champion de Birmanie en 2016 - Magwe Football Club Vainqueur de la Coupe de Birmanie 2016 - Global Football Club Champion des Philippines en 2016 et vainqueur de la Coupe des Philippines 2016 - Ceres FC Vice-champion des Philippines en 2016 - Tampines Rovers Vice-champion de Singapour en 2016 - Lanexang United Champion du Laos 2016 - FORFAIT | - T&T Hanoi Champion de Viêt Nam en 2016 - Than Quảng Ninh Vainqueur de la Coupe du Viêt Nam 2016 - Johor FC Champion de Malaisie en 2016 et vainqueur de la Coupe de Malaisie 2016 - Felda United FC Vice-champion de Malaisie en 2016 - Yadanarbon Football Club Champion de Birmanie en 2016 - Magwe Football Club Vainqueur de la Coupe de Birmanie 2016 - Global Football Club Champion des Philippines en 2016 et vainqueur de la Coupe des Philippines 2016 - Ceres FC Vice-champion des Philippines en 2016 - Tampines Rovers Vice-champion de Singapour en 2016 - Lanexang United Champion du Laos 2016 - FORFAIT | - T&T Hanoi Champion de Viêt Nam en 2016 - Than Quảng Ninh Vainqueur de la Coupe du Viêt Nam 2016 - Johor FC Champion de Malaisie en 2016 et vainqueur de la Coupe de Malaisie 2016 - Felda United FC Vice-champion de Malaisie en 2016 - Yadanarbon Football Club Champion de Birmanie en 2016 - Magwe Football Club Vainqueur de la Coupe de Birmanie 2016 - Global Football Club Champion des Philippines en 2016 et vainqueur de la Coupe des Philippines 2016 - Ceres FC Vice-champion des Philippines en 2016 - Tampines Rovers Vice-champion de Singapour en 2016 - Lanexang United Champion du Laos 2016 - FORFAIT | - T&T Hanoi Champion de Viêt Nam en 2016 - Than Quảng Ninh Vainqueur de la Coupe du Viêt Nam 2016 - Johor FC Champion de Malaisie en 2016 et vainqueur de la Coupe de Malaisie 2016 - Felda United FC Vice-champion de Malaisie en 2016 - Yadanarbon Football Club Champion de Birmanie en 2016 - Magwe Football Club Vainqueur de la Coupe de Birmanie 2016 - Global Football Club Champion des Philippines en 2016 et vainqueur de la Coupe des Philippines 2016 - Ceres FC Vice-champion des Philippines en 2016 - Tampines Rovers Vice-champion de Singapour en 2016 - Lanexang United Champion du Laos 2016 - FORFAIT | - T&T Hanoi Champion de Viêt Nam en 2016 - Than Quảng Ninh Vainqueur de la Coupe du Viêt Nam 2016 - Johor FC Champion de Malaisie en 2016 et vainqueur de la Coupe de Malaisie 2016 - Felda United FC Vice-champion de Malaisie en 2016 - Yadanarbon Football Club Champion de Birmanie en 2016 - Magwe Football Club Vainqueur de la Coupe de Birmanie 2016 - Global Football Club Champion des Philippines en 2016 et vainqueur de la Coupe des Philippines 2016 - Ceres FC Vice-champion des Philippines en 2016 - Tampines Rovers Vice-champion de Singapour en 2016 - Lanexang United Champion du Laos 2016 - FORFAIT | - T&T Hanoi Champion de Viêt Nam en 2016 - Than Quảng Ninh Vainqueur de la Coupe du Viêt Nam 2016 - Johor FC Champion de Malaisie en 2016 et vainqueur de la Coupe de Malaisie 2016 - Felda United FC Vice-champion de Malaisie en 2016 - Yadanarbon Football Club Champion de Birmanie en 2016 - Magwe Football Club Vainqueur de la Coupe de Birmanie 2016 - Global Football Club Champion des Philippines en 2016 et vainqueur de la Coupe des Philippines 2016 - Ceres FC Vice-champion des Philippines en 2016 - Tampines Rovers Vice-champion de Singapour en 2016 - Lanexang United Champion du Laos 2016 - FORFAIT |
| Tour de barrages | | | | | | | | | | | | | | | | | |
| - Al-Suwaiq Club Vice-champion d'Oman en 2015-2016 - Shabab Al-Khalil Champion de Palestine en 2015-2016 | - Al-Suwaiq Club Vice-champion d'Oman en 2015-2016 - Shabab Al-Khalil Champion de Palestine en 2015-2016 | - Al-Suwaiq Club Vice-champion d'Oman en 2015-2016 - Shabab Al-Khalil Champion de Palestine en 2015-2016 | - Al-Suwaiq Club Vice-champion d'Oman en 2015-2016 - Shabab Al-Khalil Champion de Palestine en 2015-2016 | - Al-Suwaiq Club Vice-champion d'Oman en 2015-2016 - Shabab Al-Khalil Champion de Palestine en 2015-2016 | - Al-Suwaiq Club Vice-champion d'Oman en 2015-2016 - Shabab Al-Khalil Champion de Palestine en 2015-2016 | - Al-Suwaiq Club Vice-champion d'Oman en 2015-2016 - Shabab Al-Khalil Champion de Palestine en 2015-2016 | - Al-Suwaiq Club Vice-champion d'Oman en 2015-2016 - Shabab Al-Khalil Champion de Palestine en 2015-2016 | - Al-Suwaiq Club Vice-champion d'Oman en 2015-2016 - Shabab Al-Khalil Champion de Palestine en 2015-2016 | - Home United 4e de Singapour en 2016 - Lao Toyota Vice-champion du Laos 2016 - Boeung Ket Angkor Champion du Cambodge 2016 - National Defense Ministry FC Vice-champion du Cambodge 2016 | - Home United 4e de Singapour en 2016 - Lao Toyota Vice-champion du Laos 2016 - Boeung Ket Angkor Champion du Cambodge 2016 - National Defense Ministry FC Vice-champion du Cambodge 2016 | - Home United 4e de Singapour en 2016 - Lao Toyota Vice-champion du Laos 2016 - Boeung Ket Angkor Champion du Cambodge 2016 - National Defense Ministry FC Vice-champion du Cambodge 2016 | - Home United 4e de Singapour en 2016 - Lao Toyota Vice-champion du Laos 2016 - Boeung Ket Angkor Champion du Cambodge 2016 - National Defense Ministry FC Vice-champion du Cambodge 2016 | - Home United 4e de Singapour en 2016 - Lao Toyota Vice-champion du Laos 2016 - Boeung Ket Angkor Champion du Cambodge 2016 - National Defense Ministry FC Vice-champion du Cambodge 2016 | - Home United 4e de Singapour en 2016 - Lao Toyota Vice-champion du Laos 2016 - Boeung Ket Angkor Champion du Cambodge 2016 - National Defense Ministry FC Vice-champion du Cambodge 2016 | - Home United 4e de Singapour en 2016 - Lao Toyota Vice-champion du Laos 2016 - Boeung Ket Angkor Champion du Cambodge 2016 - National Defense Ministry FC Vice-champion du Cambodge 2016 | - Home United 4e de Singapour en 2016 - Lao Toyota Vice-champion du Laos 2016 - Boeung Ket Angkor Champion du Cambodge 2016 - National Defense Ministry FC Vice-champion du Cambodge 2016 | - Home United 4e de Singapour en 2016 - Lao Toyota Vice-champion du Laos 2016 - Boeung Ket Angkor Champion du Cambodge 2016 - National Defense Ministry FC Vice-champion du Cambodge 2016 |

| Asie centrale | Asie centrale | Asie centrale | Asie centrale | Asie centrale | Asie centrale | Asie centrale | Asie centrale | Asie centrale | Asie du Sud | Asie du Sud | Asie du Sud | Asie du Sud | Asie du Sud | Asie du Sud | Asie du Sud | Asie du Sud | Asie du Sud | Asie de l'Est | Asie de l'Est | Asie de l'Est | Asie de l'Est | Asie de l'Est | Asie de l'Est | Asie de l'Est | Asie de l'Est | Asie de l'Est |
| Phase de groupes | Phase de groupes | Phase de groupes | Phase de groupes | Phase de groupes | Phase de groupes | Phase de groupes | Phase de groupes | Phase de groupes | Phase de groupes | Phase de groupes | Phase de groupes | Phase de groupes | Phase de groupes | Phase de groupes | Phase de groupes | Phase de groupes | Phase de groupes | Phase de groupes | Phase de groupes | Phase de groupes | Phase de groupes | Phase de groupes | Phase de groupes | Phase de groupes | Phase de groupes | Phase de groupes |
| --- | --- | --- | --- | --- | --- | --- | --- | --- | --- | --- | --- | --- | --- | --- | --- | --- | --- | --- | --- | --- | --- | --- | --- | --- | --- | --- |
| - Istiqlol Douchanbé Champion du Tadjikistan en 2016 et vainqueur de la Coupe du Tadjikistan 2016 - FK Altyn Asyr Champion du Turkménistan en 2016 et vainqueur de la Coupe du Turkménistan 2016 - FC Alay Och Champion du Kirghizistan en 2016 | - Istiqlol Douchanbé Champion du Tadjikistan en 2016 et vainqueur de la Coupe du Tadjikistan 2016 - FK Altyn Asyr Champion du Turkménistan en 2016 et vainqueur de la Coupe du Turkménistan 2016 - FC Alay Och Champion du Kirghizistan en 2016 | - Istiqlol Douchanbé Champion du Tadjikistan en 2016 et vainqueur de la Coupe du Tadjikistan 2016 - FK Altyn Asyr Champion du Turkménistan en 2016 et vainqueur de la Coupe du Turkménistan 2016 - FC Alay Och Champion du Kirghizistan en 2016 | - Istiqlol Douchanbé Champion du Tadjikistan en 2016 et vainqueur de la Coupe du Tadjikistan 2016 - FK Altyn Asyr Champion du Turkménistan en 2016 et vainqueur de la Coupe du Turkménistan 2016 - FC Alay Och Champion du Kirghizistan en 2016 | - Istiqlol Douchanbé Champion du Tadjikistan en 2016 et vainqueur de la Coupe du Tadjikistan 2016 - FK Altyn Asyr Champion du Turkménistan en 2016 et vainqueur de la Coupe du Turkménistan 2016 - FC Alay Och Champion du Kirghizistan en 2016 | - Istiqlol Douchanbé Champion du Tadjikistan en 2016 et vainqueur de la Coupe du Tadjikistan 2016 - FK Altyn Asyr Champion du Turkménistan en 2016 et vainqueur de la Coupe du Turkménistan 2016 - FC Alay Och Champion du Kirghizistan en 2016 | - Istiqlol Douchanbé Champion du Tadjikistan en 2016 et vainqueur de la Coupe du Tadjikistan 2016 - FK Altyn Asyr Champion du Turkménistan en 2016 et vainqueur de la Coupe du Turkménistan 2016 - FC Alay Och Champion du Kirghizistan en 2016 | - Istiqlol Douchanbé Champion du Tadjikistan en 2016 et vainqueur de la Coupe du Tadjikistan 2016 - FK Altyn Asyr Champion du Turkménistan en 2016 et vainqueur de la Coupe du Turkménistan 2016 - FC Alay Och Champion du Kirghizistan en 2016 | - Istiqlol Douchanbé Champion du Tadjikistan en 2016 et vainqueur de la Coupe du Tadjikistan 2016 - FK Altyn Asyr Champion du Turkménistan en 2016 et vainqueur de la Coupe du Turkménistan 2016 - FC Alay Och Champion du Kirghizistan en 2016 | - Bengaluru FC Champion d'Inde en 2016 - Maziya Champion des Maldives en 2016 - Abahani Limited Dhaka Champion du Bangladesh en 2016                                                                  | - Bengaluru FC Champion d'Inde en 2016 - Maziya Champion des Maldives en 2016 - Abahani Limited Dhaka Champion du Bangladesh en 2016                                                                  | - Bengaluru FC Champion d'Inde en 2016 - Maziya Champion des Maldives en 2016 - Abahani Limited Dhaka Champion du Bangladesh en 2016                                                                  | - Bengaluru FC Champion d'Inde en 2016 - Maziya Champion des Maldives en 2016 - Abahani Limited Dhaka Champion du Bangladesh en 2016                                                                  | - Bengaluru FC Champion d'Inde en 2016 - Maziya Champion des Maldives en 2016 - Abahani Limited Dhaka Champion du Bangladesh en 2016                                                                  | - Bengaluru FC Champion d'Inde en 2016 - Maziya Champion des Maldives en 2016 - Abahani Limited Dhaka Champion du Bangladesh en 2016                                                                  | - Bengaluru FC Champion d'Inde en 2016 - Maziya Champion des Maldives en 2016 - Abahani Limited Dhaka Champion du Bangladesh en 2016                                                                  | - Bengaluru FC Champion d'Inde en 2016 - Maziya Champion des Maldives en 2016 - Abahani Limited Dhaka Champion du Bangladesh en 2016                                                                  | - Bengaluru FC Champion d'Inde en 2016 - Maziya Champion des Maldives en 2016 - Abahani Limited Dhaka Champion du Bangladesh en 2016                                                                  | - April 25 SC Champion de Corée du Nord en 2016 - Taiwan Power Champion de Taipei chinois en 2015-2016 - FORFAIT - Rovers FC Champion de Guam en 2015-2016 - FORFAIT      | - April 25 SC Champion de Corée du Nord en 2016 - Taiwan Power Champion de Taipei chinois en 2015-2016 - FORFAIT - Rovers FC Champion de Guam en 2015-2016 - FORFAIT      | - April 25 SC Champion de Corée du Nord en 2016 - Taiwan Power Champion de Taipei chinois en 2015-2016 - FORFAIT - Rovers FC Champion de Guam en 2015-2016 - FORFAIT      | - April 25 SC Champion de Corée du Nord en 2016 - Taiwan Power Champion de Taipei chinois en 2015-2016 - FORFAIT - Rovers FC Champion de Guam en 2015-2016 - FORFAIT      | - April 25 SC Champion de Corée du Nord en 2016 - Taiwan Power Champion de Taipei chinois en 2015-2016 - FORFAIT - Rovers FC Champion de Guam en 2015-2016 - FORFAIT      | - April 25 SC Champion de Corée du Nord en 2016 - Taiwan Power Champion de Taipei chinois en 2015-2016 - FORFAIT - Rovers FC Champion de Guam en 2015-2016 - FORFAIT      | - April 25 SC Champion de Corée du Nord en 2016 - Taiwan Power Champion de Taipei chinois en 2015-2016 - FORFAIT - Rovers FC Champion de Guam en 2015-2016 - FORFAIT      | - April 25 SC Champion de Corée du Nord en 2016 - Taiwan Power Champion de Taipei chinois en 2015-2016 - FORFAIT - Rovers FC Champion de Guam en 2015-2016 - FORFAIT      | - April 25 SC Champion de Corée du Nord en 2016 - Taiwan Power Champion de Taipei chinois en 2015-2016 - FORFAIT - Rovers FC Champion de Guam en 2015-2016 - FORFAIT      |
| Tour de barrages | | | | | | | | | | | | | | | | | | | | | | | | | | |
| - Khosilot Farkhor Vice-champion du Tadjikistan en 2016 - FC Balkan Vice-champion du Turkménistan en 2016 - Dordoi Bichkek Vice-champion du Kirghizistan en 2016 - Shaheen Asmayee FC Champion d'Afghanistan en 2016                            | - Khosilot Farkhor Vice-champion du Tadjikistan en 2016 - FC Balkan Vice-champion du Turkménistan en 2016 - Dordoi Bichkek Vice-champion du Kirghizistan en 2016 - Shaheen Asmayee FC Champion d'Afghanistan en 2016                            | - Khosilot Farkhor Vice-champion du Tadjikistan en 2016 - FC Balkan Vice-champion du Turkménistan en 2016 - Dordoi Bichkek Vice-champion du Kirghizistan en 2016 - Shaheen Asmayee FC Champion d'Afghanistan en 2016                            | - Khosilot Farkhor Vice-champion du Tadjikistan en 2016 - FC Balkan Vice-champion du Turkménistan en 2016 - Dordoi Bichkek Vice-champion du Kirghizistan en 2016 - Shaheen Asmayee FC Champion d'Afghanistan en 2016                            | - Khosilot Farkhor Vice-champion du Tadjikistan en 2016 - FC Balkan Vice-champion du Turkménistan en 2016 - Dordoi Bichkek Vice-champion du Kirghizistan en 2016 - Shaheen Asmayee FC Champion d'Afghanistan en 2016                            | - Khosilot Farkhor Vice-champion du Tadjikistan en 2016 - FC Balkan Vice-champion du Turkménistan en 2016 - Dordoi Bichkek Vice-champion du Kirghizistan en 2016 - Shaheen Asmayee FC Champion d'Afghanistan en 2016                            | - Khosilot Farkhor Vice-champion du Tadjikistan en 2016 - FC Balkan Vice-champion du Turkménistan en 2016 - Dordoi Bichkek Vice-champion du Kirghizistan en 2016 - Shaheen Asmayee FC Champion d'Afghanistan en 2016                            | - Khosilot Farkhor Vice-champion du Tadjikistan en 2016 - FC Balkan Vice-champion du Turkménistan en 2016 - Dordoi Bichkek Vice-champion du Kirghizistan en 2016 - Shaheen Asmayee FC Champion d'Afghanistan en 2016                            | - Khosilot Farkhor Vice-champion du Tadjikistan en 2016 - FC Balkan Vice-champion du Turkménistan en 2016 - Dordoi Bichkek Vice-champion du Kirghizistan en 2016 - Shaheen Asmayee FC Champion d'Afghanistan en 2016                            | - Mohun Bagan Vainqueur de la Coupe d'Inde 2015-2016 - Club Valencia Vainqueur de la Coupe des Maldives 2016 - Thimphu City FC Champion du Bhoutan en 2016 - Colombo FC Champion du Sri Lanka en 2015 | - Mohun Bagan Vainqueur de la Coupe d'Inde 2015-2016 - Club Valencia Vainqueur de la Coupe des Maldives 2016 - Thimphu City FC Champion du Bhoutan en 2016 - Colombo FC Champion du Sri Lanka en 2015 | - Mohun Bagan Vainqueur de la Coupe d'Inde 2015-2016 - Club Valencia Vainqueur de la Coupe des Maldives 2016 - Thimphu City FC Champion du Bhoutan en 2016 - Colombo FC Champion du Sri Lanka en 2015 | - Mohun Bagan Vainqueur de la Coupe d'Inde 2015-2016 - Club Valencia Vainqueur de la Coupe des Maldives 2016 - Thimphu City FC Champion du Bhoutan en 2016 - Colombo FC Champion du Sri Lanka en 2015 | - Mohun Bagan Vainqueur de la Coupe d'Inde 2015-2016 - Club Valencia Vainqueur de la Coupe des Maldives 2016 - Thimphu City FC Champion du Bhoutan en 2016 - Colombo FC Champion du Sri Lanka en 2015 | - Mohun Bagan Vainqueur de la Coupe d'Inde 2015-2016 - Club Valencia Vainqueur de la Coupe des Maldives 2016 - Thimphu City FC Champion du Bhoutan en 2016 - Colombo FC Champion du Sri Lanka en 2015 | - Mohun Bagan Vainqueur de la Coupe d'Inde 2015-2016 - Club Valencia Vainqueur de la Coupe des Maldives 2016 - Thimphu City FC Champion du Bhoutan en 2016 - Colombo FC Champion du Sri Lanka en 2015 | - Mohun Bagan Vainqueur de la Coupe d'Inde 2015-2016 - Club Valencia Vainqueur de la Coupe des Maldives 2016 - Thimphu City FC Champion du Bhoutan en 2016 - Colombo FC Champion du Sri Lanka en 2015 | - Mohun Bagan Vainqueur de la Coupe d'Inde 2015-2016 - Club Valencia Vainqueur de la Coupe des Maldives 2016 - Thimphu City FC Champion du Bhoutan en 2016 - Colombo FC Champion du Sri Lanka en 2015 | - Kigwancha SC Vice-champion de Corée du Nord en 2016 - Erchim Champion de Mongolie en 2016 - Tatung Football Club Vice-champion de Taipei chinois en 2015-2016 - FORFAIT | - Kigwancha SC Vice-champion de Corée du Nord en 2016 - Erchim Champion de Mongolie en 2016 - Tatung Football Club Vice-champion de Taipei chinois en 2015-2016 - FORFAIT | - Kigwancha SC Vice-champion de Corée du Nord en 2016 - Erchim Champion de Mongolie en 2016 - Tatung Football Club Vice-champion de Taipei chinois en 2015-2016 - FORFAIT | - Kigwancha SC Vice-champion de Corée du Nord en 2016 - Erchim Champion de Mongolie en 2016 - Tatung Football Club Vice-champion de Taipei chinois en 2015-2016 - FORFAIT | - Kigwancha SC Vice-champion de Corée du Nord en 2016 - Erchim Champion de Mongolie en 2016 - Tatung Football Club Vice-champion de Taipei chinois en 2015-2016 - FORFAIT | - Kigwancha SC Vice-champion de Corée du Nord en 2016 - Erchim Champion de Mongolie en 2016 - Tatung Football Club Vice-champion de Taipei chinois en 2015-2016 - FORFAIT | - Kigwancha SC Vice-champion de Corée du Nord en 2016 - Erchim Champion de Mongolie en 2016 - Tatung Football Club Vice-champion de Taipei chinois en 2015-2016 - FORFAIT | - Kigwancha SC Vice-champion de Corée du Nord en 2016 - Erchim Champion de Mongolie en 2016 - Tatung Football Club Vice-champion de Taipei chinois en 2015-2016 - FORFAIT | - Kigwancha SC Vice-champion de Corée du Nord en 2016 - Erchim Champion de Mongolie en 2016 - Tatung Football Club Vice-champion de Taipei chinois en 2015-2016 - FORFAIT |

## Calendrier
| Nom                                             | Tirage au sort     | Date aller                        | Date retour                     | Équipes participantes | Équipes restantes  |
| Phase préliminaire                              | Phase préliminaire | Phase préliminaire                | Phase préliminaire              | Phase préliminaire    | Phase préliminaire |
| ----------------------------------------------- | ------------------ | --------------------------------- | ------------------------------- | --------------------- | ------------------ |
| Tour préliminaire                               |                    | 31 janvier                        | 7 février                       | 8                     | 4                  |
| Tour de barrages                                |                    | 31 janvier 21 février             | 6-7 février 28 février          | 10                    | 5                  |
| Phase de groupes                                |                    |                                   |                                 |                       |                    |
| Journées 1 et 4 Journées 2 et 5 Journées 3 et 6 | 13 décembre 2016   | 20-22 février 6-8 mars 13-15 mars | 3-5 avril 17-19 avril 1er-3 mai | 36                    | 36 à 11            |
| Phase finale                                    |                    |                                   |                                 |                       |                    |
| Demi-finales de zone                            |                    |                                   |                                 | 8                     | 8 à 4              |
| Finales de zone                                 |                    |                                   | 4                               | 4 à 2                 |                    |
| Demi-finales inter-zones                        |                    |                                   | 4                               | 4 à 2                 |                    |
| Finale inter-zones                              |                    |                                   | 2                               | 2 à 1                 |                    |
| Finale                                          |                    |                                   | 2                               | 2 à 1                 |                    |

## Résultats

### Tour préliminaire
| Équipe 1              | Résultat | Équipe 2         | Aller | Retour |
| --------------------- | -------- | ---------------- | ----- | ------ |
| Shaheen Asmayee FC    | 0 - 1    | Khosilot Farkhor | 0 - 1 | 0 - 0  |
| Dordoi Bichkek        | 3 - 2    | FC Balkan        | 1 - 1 | 2 - 1  |
| Colombo Football Club | 2 - 4    | Mohun Bagan      | 1 - 2 | 1 - 2  |
| Thimphu City FC       | 0 - 3    | Club Valencia    | 0 - 0 | 0 - 3  |

### Barrages
| Équipe 1          | Résultat | Équipe 2         | Aller | Retour |
| ----------------- | -------- | ---------------- | ----- | ------ |
| Shabab Al-Khalil  | 3 - 4    | Al-Suwaiq Club   | 2 - 1 | 1 - 3  |
| Dordoi Bichkek    | 2 - 1    | Khosilot Farkhor | 1 - 0 | 1 - 1  |
| Club Valencia     | 2 - 5    | Mohun Bagan      | 1 - 1 | 1 - 4  |
| Phnom Penh Crown  | 3 - 7    | Home United      | 2 - 1 | 1 - 3  |
| Boeung Ket Angkor | 2 - 1    | Lao Toyota       | 1 - 1 | 1 - 0  |

### Phase de groupes
Le tirage au sort pour la phase de groupes se tient le 13 décembre 2016. Les 36 équipes participantes sont réparties en neuf groupes de quatre : trois groupes pour les zones Ouest et ASEAN et un groupe pour chacune des autres zones, à savoir l'Asie centrale, l'Asie du Sud et l'Asie de l'Est.
- Les vainqueurs et le meilleur second des groupes des zones Ouest et ASEAN se qualifient pour les demi-finales de zone.
- Les vainqueurs des groupes Asie centrale, Asie du Sud et Asie de l'Est se qualifient pour les demi-finales inter-zones.

Légende des résultats
- Victoire à domicile
- Match nul
- Victoire à l'extérieur

#### Groupe A
| Rang | Équipe         | Pts | J | G | N | P | Bp | Bc | Diff |  | Résultats (▼ dom., ► ext.) |     |     |     |     |
| ---- | -------------- | --- | - | - | - | - | -- | -- | ---- |  | -------------------------- | --- | --- | --- | --- |
| 1    | Al-Zawra'a SC  | 12  | 6 | 3 | 3 | 0 | 9  | 3  | +6   |  | Al-Zawra'a SC              |     | 3-1 | 1-1 | 0-0 |
| 2    | Al Jaish Damas | 9   | 6 | 3 | 0 | 3 | 6  | 9  | -3   |  | Al Jaish Damas             | 0-3 |     | 1-0 | 1-2 |
| 3    | Al-Ahli Amman  | 6   | 6 | 1 | 3 | 2 | 5  | 5  | 0    |  | Al-Ahli Amman              | 1-1 | 1-2 |     | 2-1 |
| 4    | Al-Suwaiq Club | 5   | 6 | 1 | 2 | 3 | 3  | 5  | -2   |  | Al-Suwaiq Club             | 0-1 | 0-1 | 0-0 |     |

#### Groupe B
| Rang | Équipe            | Pts | J | G | N | P | Bp | Bc | Diff |  | Résultats (▼ dom., ► ext.) |     |     |     |     |
| ---- | ----------------- | --- | - | - | - | - | -- | -- | ---- |  | -------------------------- | --- | --- | --- | --- |
| 1    | Al-Qowa Al-Jawiya | 12  | 6 | 3 | 3 | 0 | 6  | 2  | +4   |  | Al-Qowa Al-Jawiya          |     | 1-1 | 2-1 | 2-0 |
| 2    | Al Wahda Club     | 11  | 6 | 3 | 2 | 1 | 10 | 3  | +7   |  | Al Wahda Club              | 0-0 |     | 0-2 | 2-0 |
| 3    | Al Hidd SCC       | 9   | 6 | 3 | 0 | 3 | 8  | 5  | +3   |  | Al Hidd SCC                | 0-1 | 0-1 |     | 3-1 |
| 4    | Safa Beyrouth     | 1   | 6 | 0 | 1 | 5 | 1  | 15 | -14  |  | Safa Beyrouth              | 0-0 | 0-6 | 0-2 |     |

#### Groupe C
| Rang | Équipe           | Pts | J | G | N | P | Bp | Bc | Diff |  | Résultats (▼ dom., ► ext.) |     |     |     |     |
| ---- | ---------------- | --- | - | - | - | - | -- | -- | ---- |  | -------------------------- | --- | --- | --- | --- |
| 1    | Al-Weehdat Club  | 12  | 6 | 3 | 3 | 0 | 9  | 6  | +3   |  | Al-Weehdat Club            |     | 3-2 | 2-1 | 1-0 |
| 2    | Al Muharraq Club | 10  | 6 | 3 | 1 | 2 | 9  | 8  | +1   |  | Al Muharraq Club           | 1-1 |     | 1-0 | 1-0 |
| 3    | Saham Club       | 7   | 6 | 2 | 1 | 3 | 9  | 9  | 0    |  | Saham Club                 | 1-1 | 3-2 |     | 3-1 |
| 4    | Nejmeh SC        | 4   | 6 | 1 | 1 | 4 | 5  | 9  | -4   |  | Nejmeh SC                  | 1-1 | 1-2 | 2-1 |     |

#### Groupe D
| Rang | Équipe             | Pts | J | G | N | P | Bp | Bc | Diff |  | Résultats (▼ dom., ► ext.) |     |     |     |     |
| ---- | ------------------ | --- | - | - | - | - | -- | -- | ---- |  | -------------------------- | --- | --- | --- | --- |
| 1    | Istiqlol Douchanbé | 16  | 6 | 5 | 1 | 0 | 15 | 4  | +11  |  | Istiqlol Douchanbé         |     | 1-0 | 2-0 | 3-1 |
| 2    | FK Altyn Asyr      | 13  | 6 | 4 | 1 | 1 | 12 | 4  | +8   |  | FK Altyn Asyr              | 1-1 |     | 3-0 | 4-1 |
| 3    | Dordoi Bichkek     | 3   | 6 | 1 | 0 | 5 | 6  | 16 | -10  |  | Dordoi Bichkek             | 1-4 | 0-2 |     | 1-0 |
| 4    | FC Alay Och        | 3   | 6 | 1 | 0 | 5 | 9  | 18 | -9   |  | FC Alay Och                | 1-4 | 1-2 | 5-4 |     |

#### Groupe E
| Rang | Équipe                | Pts | J | G | N | P | Bp | Bc | Diff |  | Résultats (▼ dom., ► ext.) |     |     |     |     |
| ---- | --------------------- | --- | - | - | - | - | -- | -- | ---- |  | -------------------------- | --- | --- | --- | --- |
| 1    | Bengaluru FC          | 12  | 6 | 4 | 0 | 2 | 7  | 6  | +1   |  | Bengaluru FC               |     | 1-0 | 2-1 | 2-0 |
| 2    | Maziya SRC            | 12  | 6 | 4 | 0 | 2 | 10 | 4  | +6   |  | Maziya SRC                 | 0-1 |     | 5-2 | 2-0 |
| 3    | Mohun Bagan AC        | 7   | 6 | 2 | 1 | 3 | 10 | 11 | -1   |  | Mohun Bagan AC             | 3-1 | 0-1 |     | 3-1 |
| 4    | Abahani Limited Dhaka | 4   | 6 | 1 | 1 | 4 | 4  | 10 | -6   |  | Abahani Limited Dhaka      | 2-0 | 0-2 | 1-1 |     |

#### Groupe F
| Rang | Équipe                | Pts | J | G | N | P | Bp | Bc | Diff |  | Résultats (▼ dom., ► ext.) |     |     |     |     |
| ---- | --------------------- | --- | - | - | - | - | -- | -- | ---- |  | -------------------------- | --- | --- | --- | --- |
| 1    | Global Cebu FC        | 15  | 6 | 5 | 0 | 1 | 13 | 9  | +4   |  | Global Cebu FC             |     | 3-2 | 3-1 | 1-0 |
| 2    | Johor Darul Ta'zim FC | 13  | 6 | 4 | 1 | 1 | 16 | 5  | +11  |  | Johor Darul Ta'zim FC      | 4-0 |     | 3-0 | 3-1 |
| 3    | Boeung Ket Angkor     | 4   | 6 | 1 | 1 | 4 | 3  | 12 | -9   |  | Boeung Ket Angkor          | 0-2 | 0-3 |     | 1-0 |
| 4    | Magwe Football Club   | 2   | 6 | 0 | 2 | 4 | 5  | 11 | -6   |  | Magwe Football Club        | 2-4 | 1-1 | 1-1 |     |

#### Groupe G
| Rang | Équipe          | Pts | J | G | N | P | Bp | Bc | Diff |  | Résultats (▼ dom., ► ext.) |     |     |     |     |
| ---- | --------------- | --- | - | - | - | - | -- | -- | ---- |  | -------------------------- | --- | --- | --- | --- |
| 1    | Ceres-Negros FC | 11  | 6 | 3 | 2 | 1 | 16 | 8  | +8   |  | Ceres-Negros FC            |     | 6-2 | 5-0 | 0-0 |
| 2    | T&T Hanoi       | 11  | 6 | 3 | 2 | 1 | 14 | 10 | +4   |  | T&T Hanoi                  | 1-1 |     | 4-0 | 4-1 |
| 3    | Tampines Rovers | 6   | 6 | 2 | 0 | 4 | 8  | 17 | -9   |  | Tampines Rovers            | 2-4 | 1-2 |     | 2-1 |
| 4    | FELDA United FC | 5   | 6 | 1 | 2 | 3 | 7  | 10 | -3   |  | FELDA United FC            | 3-0 | 1-1 | 1-3 |     |

#### Groupe H
| Rang | Équipe                   | Pts | J | G | N | P | Bp | Bc | Diff |  | Résultats (▼ dom., ► ext.) |     |     |     |
| ---- | ------------------------ | --- | - | - | - | - | -- | -- | ---- |  | -------------------------- | --- | --- | --- |
| 1    | Home United              | 9   | 4 | 3 | 0 | 1 | 12 | 8  | +4   |  | Home United                |     | 3-2 | 4-1 |
| 2    | Than Quảng Ninh FC       | 4   | 4 | 1 | 1 | 2 | 10 | 9  | +1   |  | Than Quảng Ninh FC         | 4-5 |     | 1-1 |
| 3    | Yadanarbon Football Club | 4   | 4 | 1 | 1 | 2 | 3  | 8  | -5   |  | Yadanarbon Football Club   | 1-0 | 0-3 |     |

#### Groupe I
| Rang | Équipe                | Pts | J | G | N | P | Bp | Bc | Diff |  | Résultats (▼ dom., ► ext.) |     |     |     |
| ---- | --------------------- | --- | - | - | - | - | -- | -- | ---- |  | -------------------------- | --- | --- | --- |
| 1    | April 25 SC           | 8   | 4 | 2 | 2 | 0 | 14 | 3  | +11  |  | April 25 SC                |     | 1-1 | 6-0 |
| 2    | Kigwancha Sports Club | 8   | 4 | 2 | 2 | 0 | 13 | 3  | +10  |  | Kigwancha Sports Club      | 2-2 |     | 7-0 |
| 3    | Erchim                | 0   | 4 | 0 | 0 | 4 | 0  | 21 | -21  |  | Erchim                     | 0-5 | 0-3 |     |

#### Classement des meilleurs deuxièmes
Les équipes ayant terminé à la deuxième place des groupes A, B et C d'une part et des groupes F, G et H d'autre part sont classées afin de déterminer les deux derniers qualifiés pour la phase finale.
| Rang | Équipe           | Pts | J | G | N | P | Bp | Bc | Diff |
| ---- | ---------------- | --- | - | - | - | - | -- | -- | ---- |
| 1    | Al Wahda Club    | 11  | 6 | 3 | 2 | 1 | 10 | 3  | +7   |
| 2    | Al Muharraq Club | 10  | 6 | 3 | 1 | 2 | 9  | 8  | +1   |
| 3    | Al Jaish Damas   | 9   | 6 | 3 | 0 | 3 | 6  | 9  | -3   |

| Rang | Équipe                | Pts | J | G | N | P | Bp | Bc | Diff |
| ---- | --------------------- | --- | - | - | - | - | -- | -- | ---- |
| 1    | Johor Darul Ta'zim FC | 9   | 4 | 3 | 0 | 1 | 12 | 3  | +9   |
| 2    | T&T Hanoi             | 7   | 4 | 2 | 1 | 1 | 9  | 8  | +1   |
| 3    | Than Quảng Ninh FC    | 4   | 4 | 1 | 1 | 2 | 10 | 9  | +1   |

### Phase finale

#### Phase finale de la zone ASEAN
Les quatre équipes issues de la zone ASEAN (groupes F, G et H) s'affrontent pour déterminer l'équipe qualifiée pour la phase finale.
|  | Demi-finales    | Demi-finales    | Demi-finales    | Demi-finales    |                |                | Finale | Finale | Finale | Finale |
|  |                 |                 |                 |                 |                |                |        |        |        |        |
|  |                 |                 |                 |                 |                |                |        |        |        |        |
|  | Global FC       | Global FC       | 2               | 2               |                |                |        |        |        |        |
|  | Global FC       | Global FC       | 2               | 2               |                |                |        |        |        |        |
|  | Home United FC  | Home United FC  | 2               | 3               |                |                |        |        |        |        |
|  | Home United FC  | Home United FC  | 2               | 3               | Home United FC | Home United FC | 2      | 0      |        |        |
|  |                 |                 |                 |                 | Home United FC | Home United FC | 2      | 0      |        |        |
|  |                 |                 | Ceres-Negros FC | Ceres-Negros FC | 1              | 2              |        |        |        |        |
|  | Johor FC        | Johor FC        | Ceres-Negros FC | Ceres-Negros FC | 1              | 2              | 3      | 1      |        |        |
|  | Johor FC        | Johor FC        |                 |                 |                |                |        | 1      |        |        |
|  | Ceres-Negros FC | Ceres-Negros FC | 2               | 2               |                |                |        |        |        |        |
|  | Ceres-Negros FC | Ceres-Negros FC | 2               | 2               |                |                |        |        |        |        |

- Ceres-Negros FC se qualifie pour les quarts de la finale de la compétition.

#### Phase finale
Le vainqueur de la zone ASEAN rejoint les sept autres équipes déjà qualifiées via la phase de poules.
|  | Quarts de finale   | Quarts de finale   | Quarts de finale  | Quarts de finale  |                    |                    | Demi-finales | Demi-finales | Demi-finales | Demi-finales |  |  | Finale | Finale | Finale | Finale |
|  |                    |                    |                   |                   |                    |                    |              |              |              |              |  |  |        |        |        |        |
|  |                    |                    |                   |                   |                    |                    |              |              |              |              |  |  |        |        |        |        |
|  |                    |                    |                   |                   |                    |                    |              |              |              |              |  |  |        |        |        |        |
|  | Istiqlol Douchanbé | Istiqlol Douchanbé | 4                 | 1                 |                    |                    |              |              |              |              |  |  |        |        |        |        |
|  | Istiqlol Douchanbé | Istiqlol Douchanbé | 4                 | 1                 |                    |                    |              |              |              |              |  |  |        |        |        |        |
|  | Ceres-Negros FC    | Ceres-Negros FC    | 0                 | 1                 |                    |                    |              |              |              |              |  |  |        |        |        |        |
|  | Ceres-Negros FC    | Ceres-Negros FC    | 0                 | 1                 | Istiqlol Douchanbé | Istiqlol Douchanbé | 1            | 2            |              |              |  |  |        |        |        |        |
|  |                    |                    |                   |                   | Istiqlol Douchanbé | Istiqlol Douchanbé | 1            | 2            |              |              |  |  |        |        |        |        |
|  |                    |                    | Bengaluru FC      | Bengaluru FC      | 0                  | 2                  |              |              |              |              |  |  |        |        |        |        |
|  | Bengaluru FC       | Bengaluru FC       | Bengaluru FC      | Bengaluru FC      | 0                  | 2                  | 3            | 0            |              |              |  |  |        |        |        |        |
|  | Bengaluru FC       | Bengaluru FC       |                   |                   |                    |                    |              | 0            |              |              |  |  |        |        |        |        |
|  | April 25 SC        | April 25 SC        | 0                 | 0                 |                    |                    |              |              |              |              |  |  |        |        |        |        |
|  | April 25 SC        | April 25 SC        | 0                 | 0                 | Istiqlol Douchanbé | Istiqlol Douchanbé | 0            | 0            |              |              |  |  |        |        |        |        |
|  |                    |                    |                   |                   | Istiqlol Douchanbé | Istiqlol Douchanbé | 0            | 0            |              |              |  |  |        |        |        |        |
|  |                    |                    | Al-Qowa Al-Jawiya | Al-Qowa Al-Jawiya | 1                  | 1                  |              |              |              |              |  |  |        |        |        |        |
|  | Al Wahda Club      | Al Wahda Club      | Al-Qowa Al-Jawiya | Al-Qowa Al-Jawiya | 1                  | 1                  | 4            | 0            |              |              |  |  |        |        |        |        |
|  | Al Wahda Club      | Al Wahda Club      |                   |                   |                    |                    |              |              |              |              |  |  |        |        |        |        |
|  | Al-Weehdat Club    | Al-Weehdat Club    | 1                 | 1                 |                    |                    |              |              |              |              |  |  |        |        |        |        |
|  | Al-Weehdat Club    | Al-Weehdat Club    | 1                 | 1                 | Al Wahda Club      | Al Wahda Club      | 2            | 0            |              |              |  |  |        |        |        |        |
|  |                    |                    |                   |                   | Al Wahda Club      | Al Wahda Club      | 2            | 0            |              |              |  |  |        |        |        |        |
|  |                    |                    | Al-Qowa Al-Jawiya | Al-Qowa Al-Jawiya | 1                  | 1                  |              |              |              |              |  |  |        |        |        |        |
|  | Al-Qowa Al-Jawiya  | Al-Qowa Al-Jawiya  | Al-Qowa Al-Jawiya | Al-Qowa Al-Jawiya | 1                  | 1                  | 1            | 1            |              |              |  |  |        |        |        |        |
|  | Al-Qowa Al-Jawiya  | Al-Qowa Al-Jawiya  |                   |                   |                    |                    |              | 1            |              |              |  |  |        |        |        |        |
|  | Al-Zawra'a SC      | Al-Zawra'a SC      | 1                 | 0                 |                    |                    |              |              |              |              |  |  |        |        |        |        |
|  | Al-Zawra'a SC      | Al-Zawra'a SC      | 1                 | 0                 |                    |                    |              |              |              |              |  |  |        |        |        |        |
|  |                    |                    |                   |                   |                    |                    |              |              |              |              |  |  |        |        |        |        |

#### Finale
| 4 novembre 2017 | Istiqlol Douchanbé | 0 - 1 | Al-Qowa Al-Jawiya | Hisor Central Stadium, Hisor                                     |                                                                  |
| 18:00           |                    |       | 88e Mohsin        | Spectateurs : 20 000 Arbitrage : Mohammed Abdulla Hassan Mohamed | Spectateurs : 20 000 Arbitrage : Mohammed Abdulla Hassan Mohamed |
| 18:00           | (Rapport)          |       |                   | Spectateurs : 20 000 Arbitrage : Mohammed Abdulla Hassan Mohamed | Spectateurs : 20 000 Arbitrage : Mohammed Abdulla Hassan Mohamed |